# Mafu Kibonge
Mafu Kibonge (12 febbraio 1945) è un ex calciatore della Repubblica Democratica del Congo, di ruolo centrocampista.

## Carriera
Con il Vita Club ha vinto una dozzina di tornei nazionali, oltre alla Champions League d'Africa nel 1973.
Insieme alla Nazionale di calcio della Repubblica Democratica del Congo vinse la Coppa d'Africa 1974 e si qualificò e partecipò al campionato del mondo 1974.

## Palmarès

### Club

#### Competizioni nazionali
- Linafoot: 7

Vita Club: 1970, 1971, 1972, 1973, 1975, 1977, 1980
- Coupe de République démocratique du Congo: 5

Vita Club: 1971, 1972, 1973, 1975, 1977

#### Competizioni internazionali
- CAF Champions League: 1

Vita Club: 1973

### Nazionale
- Coppa d'Africa: 1

Egitto 1974